# ライラにお手あげ
『ライラにお手あげ』（ライラにおてあげ、The Heartbreak Kid）は、2007年のアメリカ合衆国のコメディ映画。
監督はファレリー兄弟、出演はベン・スティラー、ミシェル・モナハン、マリン・アッカーマンなど。
一目惚れの末に結婚した妻の本性を新婚旅行で知って幻滅し、他の女性と恋に落ちてしまった男を描いている。
1972年の映画『ふたり自身』のリメイク。
日本では劇場未公開だが、DVDが2009年4月17日に発売された。

## ストーリー
一目惚れした美女ライラ（マリン・アッカーマン）とめでたく結婚した40歳のエディ（ベン・スティラー）。ところが新婚旅行でライラの本性を知って大幻滅。エディはそんな最悪な新婚旅行先で出会った美女ミランダ（ミシェル・モナハン）に恋してしまう。

## キャスト
※括弧内は日本語吹替
- エディ: ベン・スティラー（平田広明）
- ミランダ: ミシェル・モナハン（田村聖子）
- ライラ: マリン・アッカーマン（田中晶子）
- ドク: ジェリー・スティラー（宝亀克寿）
- マック: ロブ・コードリー（小形満）
- ティート: カルロス・メンシア（江川央生）
- ブー: スコット・ウィルソン（仲野裕）
- マーティン: ダニー・マクブライド（星野充昭）
- ゲイラ: ステファニー・コートニー（英語版）（小幡あけみ）
- ベリル: ポリー・ホリデイ（瀬尾恵子）
- バズ: ロイ・ジェンキンス（新垣樽助）
- デボラ: エイミー・スローン（英語版）（山田智子）
- カル: ジョニー・スニード
- ジョディの母親: レスリー・イースターブルック
- ジョディの父親: ディーン・ノリス
- コンスエラ: エヴァ・ロンゴリア・パーカー ※ノンクレジット

その他の日本語吹替声優
藤本たかひろ／武田華／織田芙実／奥田啓人／辻つとむ／津川祝子／谷口祐貴／をはり万造／河杉貴志／側見民雄／白山修／下和田裕貴
日本語吹替スタッフ
翻訳：野口尊子、演出：福永莞爾

## 作品の評価
Rotten Tomatoesによれば、評価の一致した見解は「感じの良い演技はいくつかあるにもかかわらず、『ライラにお手あげ』はファレリー兄弟の以前の映画ほど大胆でもなければ面白くもない。」であり、159件の評論のうち高評価は29%にあたる46件で、平均点は10点満点中4.70点となっている。
Metacriticによれば、30件の評論のうち、高評価は11件、賛否混在は10件、低評価は9件で、平均点は100点満点中46点となっている。